# Annelies Cook
Pour les articles homonymes, voir Cook.
Annelies Cook est une biathlète américaine, née le 1er août 1984 à Providence.

## Biographie
Annelies Cook fait ses débuts internationaux en 2002 aux Championnats du monde jeunesse.
Elle participe à la Coupe du monde dès 2010. Elle marque ses premiers points lors de la saison 2011-2012 puis obtient ses meilleurs résultats l'hiver suivante avec comme performance de pointe, une 14e place à l'individuel de Sotchi.
Aux Jeux olympiques d'hiver de 2014, Annelies Cook est 50e du sprint, 51e de la poursuite et 6e du relais.
Elle prend sa retraite sportive en 2016.

## Palmarès

### Jeux olympiques
| Épreuve / Édition | Individuel | Sprint | Poursuite | Départ en masse | Relais | Relais mixte |
| Sotchi 2014       | -          | 50e    | 51e       | -               | 6e     | -            |

- : épreuve non programmée
- - : pas de participation à l'épreuve.

### Championnats du monde
| Épreuve / Édition                  | Individuel | Sprint | Poursuite | Départ en masse | Relais | Relais mixte |
| Mondiaux 2011 Khanty-Mansiïsk      | 66e        | 56e    | LAP       | —               | 13e    | -            |
| Mondiaux 2012 Ruhpolding           | 66e        | 62e    | -         | —               | 11e    | -            |
| Mondiaux 2013 Nové Město na Moravě | 38e        | 45e    | 51e       | —               | 11e    | 8e           |
| Mondiaux 2015 Ruhpolding           | 47e        | 67e    | -         | —               | 11e    | -            |
| Mondiaux 2016 Nové Město na Moravě | 76e        | 63e    | —         | —               | 13e    | —            |

Légende :

— : Cook n'a pas participé à cette épreuve

### Coupe du monde
- Meilleur classement général : 45e en 2013.
- Meilleur résultat individuel : 14e.

#### Différents classements en Coupe du monde
| Année     | Classement général final | Sprint | Poursuite | Individuel | Mass start |
| 2011-2012 | 83e                      | 69e    | -         | -          | -          |
| 2012-2013 | 45e                      | 37e    | 58e       | 30e        | -          |
| 2014-2015 | 71e                      | 72e    | 64e       | -          | -          |
| 2015-2016 | 83e                      | 73e    | -         | -          | -          |